# 2889 Brno
2889 Brno је астероид главног астероидног појаса са средњом удаљеношћу од Сунца која износи 3,024 астрономских јединица (АЈ).
Апсолутна магнитуда астероида је 11,5.